# Ferdinand Leopold z Herbersteinu
Ferdinand Leopold hrabě z Herbersteinu (německy Ferdinand Leopold Graf von Herberstein, 4. prosince 1695 – 25. června 1744, Karlovy Vary) byl rakouský šlechtic, diplomat, dvořan a politik první poloviny 18. století. Od mládí působil ve službách Habsburské monarchie, byl velvyslancem ve Švédsku (1734–1737), svou kariéru zakončil jako císařský nejvyšší komoří (1741–1742) a státní ministr. Byl rytířem Řádu zlatého rouna.

## Životopis

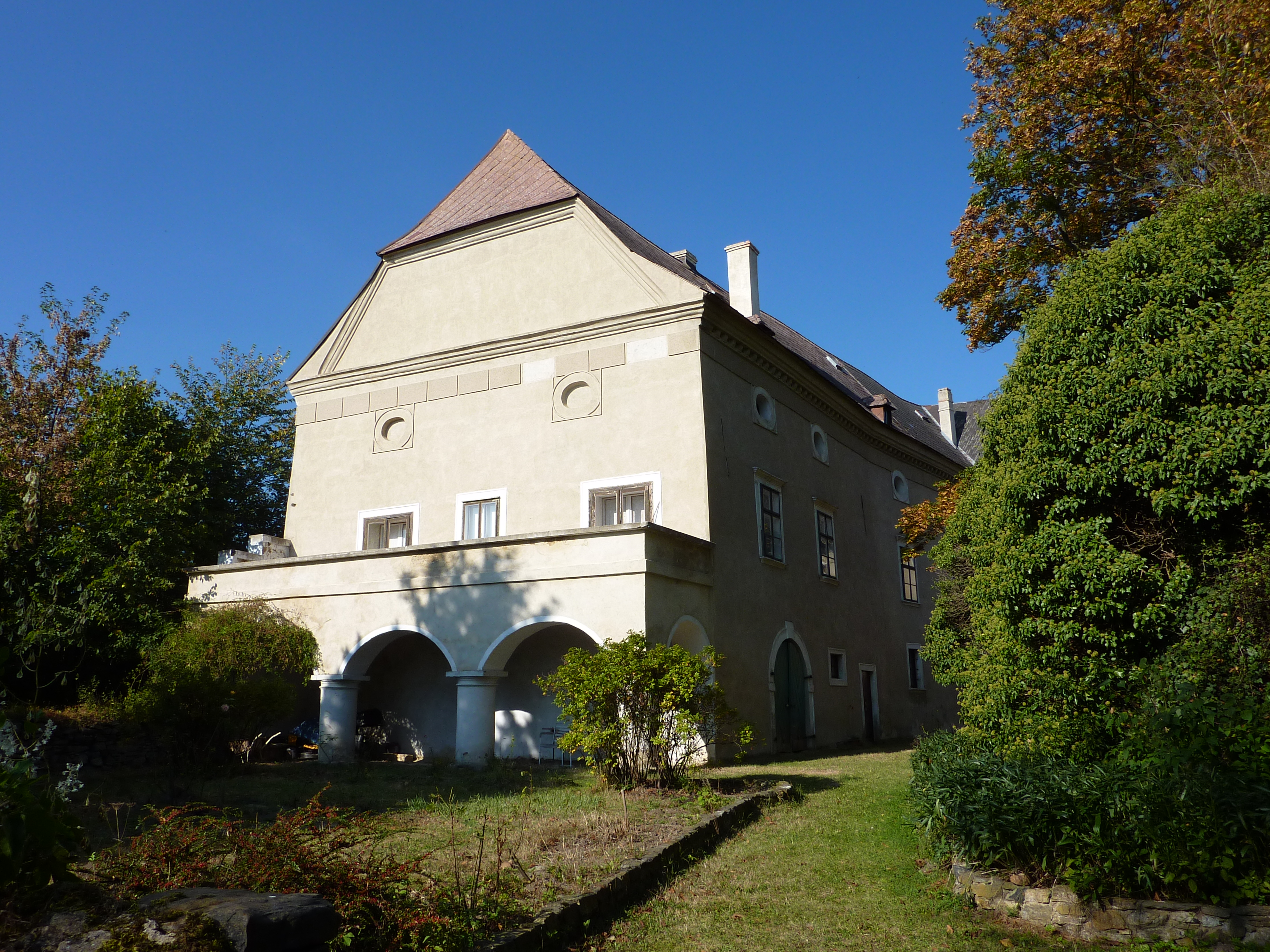
Zámek Rastbach (Dolní Rakousy)

Pocházel ze starého rakouského rodu Herbersteinů, patřil ke starší linii, která byla od 17. století usazená v Čechách. Byl mladším synem Václava Eberharda z Herbersteinu (1671–1729), majitele panství Třešť a Landštejn. 
Z otcova majetku zdědil panství Rastbach v Dolních Rakousích, kde také zahájil kariéru ve státních službách. V Dolních Rakousích byl guberniálním radou, mezitím byl jmenován c. k. komořím. 
V letech 1734–1737 byl císařským vyslancem ve Stockholmu, kde bylo jeho úkolem působit proti francouzským. K dosažení svých cílů využíval neformálních kontaktů s Hedvikou Taube, milenkou švédského krále Frederika I. V roce 1737 mu byl přiznán titul velvyslance, ale v srpnu téhož roku diplomatickou misi ve Švédsku ukončil a vrátil se do Vídně.
V letech 1737–1740 byl nejvyšším hofmistrem arcivévodkyně Marie Terezie. V prvních letech samostatné vlády Marie Terezie patřil k jejím důležitým poradcům. V letech 1741–1742 byl nejvyšším komořím císařského dvora, poté byl povolán do tajné konference jako státní ministr. V letech 1742–1744 byl též nejvyšším zemským maršálkem v Dolních Rakousích. V roce 1744 obdržel Řád zlatého rouna.
Hrabě Ferdinand Leopold z Herbersteinu zemřel dne 25. června 1744 v Karlových Varech ve věku 48 let.

### Rodina a potomstvo
V roce 1721 se oženil s baronkou Marií Annou z Ulm-Erbachu (1700–1762), c.k. palácovou dámou a dámou Řádu hvězdového kříže. Měli spolu osm dětí:
- 1. Marie Josefa (1722–1779), dáma Ústavu šlechtičen v Sankt Pölten
- 2. Marie Anna (1723–1815), c.k. palácová dáma, dáma Řádu hvězdového kříže, manžel 1744 František Norbert z Trauttmansdorffu (1705–1786)
- 3. Václav Jan Nepomuk (1724 – zemřel v mládí)
- 4. Antonín Jan Nepomuk (1725–1774), biskup v Terstu 1760–1774
- 5. Josef Jan Nepomuk (1727–1809), c. k. tajný rada, komoří, majitel panství Třešť a Landštejn
- 6. Karel Václav Josef (1729–1798), rytíř Maltézského řádu, c. k. polní podmaršál
- 7. Arnošt Leopold Jan Nepomuk (1731–1788), biskup v Linci 1785–1788
- 8. Marie Udalrika (1732–1756), dáma Tereziánského ústavu šlechtičen v Praze